# Godkowo (gmina)
Godkowo (daw. gmina Dobry) – gmina wiejska w województwie warmińsko-mazurskim, w powiecie elbląskim. 
W latach 1975–1998 gmina położona była w województwie elbląskim. W latach 1818–1975 należała do powiatu pasłęckiego. Znajduje się w regionie historycznym Prusy Górne.
Siedziba gminy to Godkowo.
Według danych z 30 czerwca 2004 gminę zamieszkiwało 3338 osób. Natomiast według danych z  31 grudnia 2019 roku gminę zamieszkiwało 3011 osób.

## Położenie
Gmina jest położona w dwóch mezoregionach: północna na Równinie Warmińskiej, a południowa na Pojezierzu Iławskim. Najwyższym punktem w gminie jest wzgórze morenowe Czubatka (169 m n.p.m.) na zachód od wsi Ząbrowiec.

## Hydrografia
Przez obszar gminy przepływają:Wąska, Dobrska Struga, Pasłęka. Na jej terenie znajdują się także 2 jeziora:Zimnochy i Okonie.

## Struktura powierzchni
Według danych z roku 2002 gmina Godkowo ma obszar 166,74 km², w tym:
- użytki rolne: 71%
- użytki leśne: 20%

Gmina stanowi 11,66% powierzchni powiatu.

## Demografia

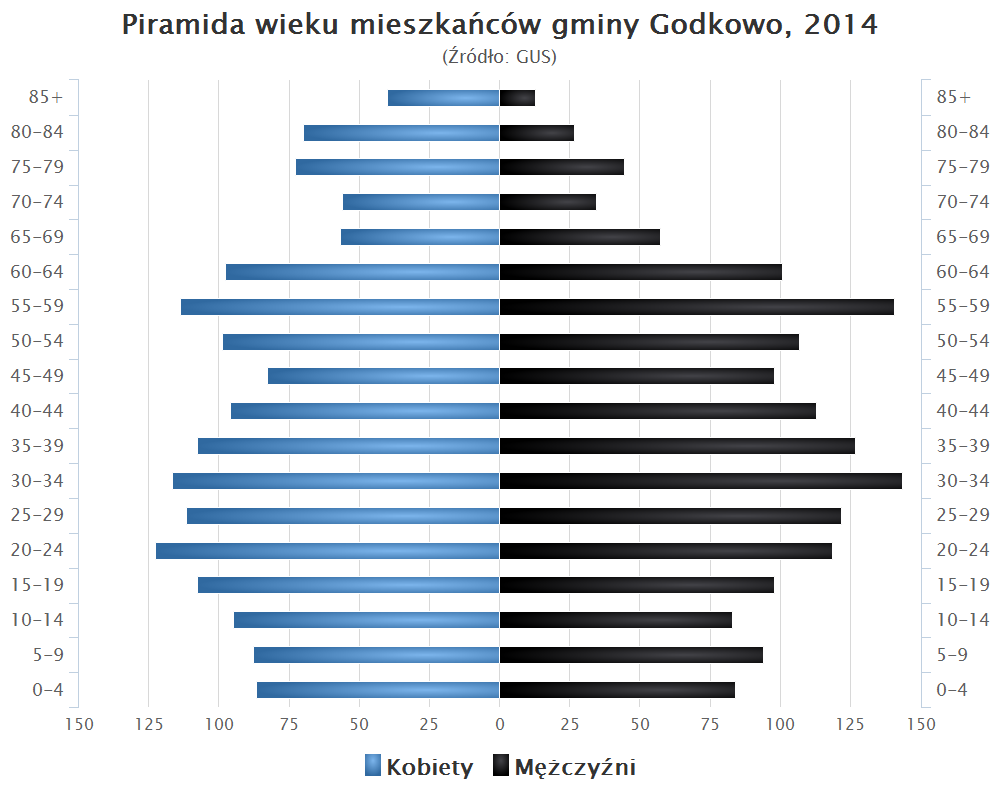
Piramida wieku mieszkańców gminy Godkowo w 2014 roku

Dane z 30 czerwca 2004:
| Opis                              | Ogółem | Ogółem | Kobiety | Kobiety | Mężczyźni | Mężczyźni |
| --------------------------------- | ------ | ------ | ------- | ------- | --------- | --------- |
| jednostka                         | osób   | %      | osób    | %       | osób      | %         |
| populacja                         | 3338   | 100    | 1664    | 49,9    | 1674      | 50,1      |
| gęstość zaludnienia (mieszk./km²) | 20     | 20     | 10      | 10      | 10        | 10        |

## Przyroda

### Rezerwaty przyrody
Na obszarze gminy znajdują się następujące rezerwaty przyrody:
- Ostoja Bobrów na Rzece Pasłęce

### Obszary NATURA 2000
W poszczególnych częściach gminy zlokalizowane są częściowo obszary Natura 2000:
- południowa Uroczysko Markowo (PLH280032) SOO
- wschodnia Rzeka Pasłęka (PLH280006) SOO
- wschodnia Dolina Pasłęki (PLB280002) OSO.

### Obszary Chronionego Krajobrazu
Na terenie gminy częściowo znajdują się w poszczególnych rejonach:
- Obszar Chronionego Krajobrazu Rzeki Wąskiej – część zachodnia
- Obszar Chronionego Krajobrazu Doliny Pasłęki – część wschodnia.

## Sołectwa
Bielica, Burdajny, Dąbkowo, Dobry, Godkowo, Grądki, Krykajny, Kwitajny Wielkie, Lesiska, Miłosna, Olkowo, Osiek, Piskajny, Plajny, Podągi, Skowrony, Stary Cieszyn, Stojpy, Swędkowo, Szymbory, Ząbrowiec.

## Pozostałe miejscowości
Cieszyniec, Grużajny, Gwiździny, Klekotki, Łępno, Nawty, Nowe Wikrowo, Siedlisko, Zimnochy.

## Sąsiednie gminy
Miłakowo, Morąg, Orneta, Pasłęk, Wilczęta